# Marathon van Dublin

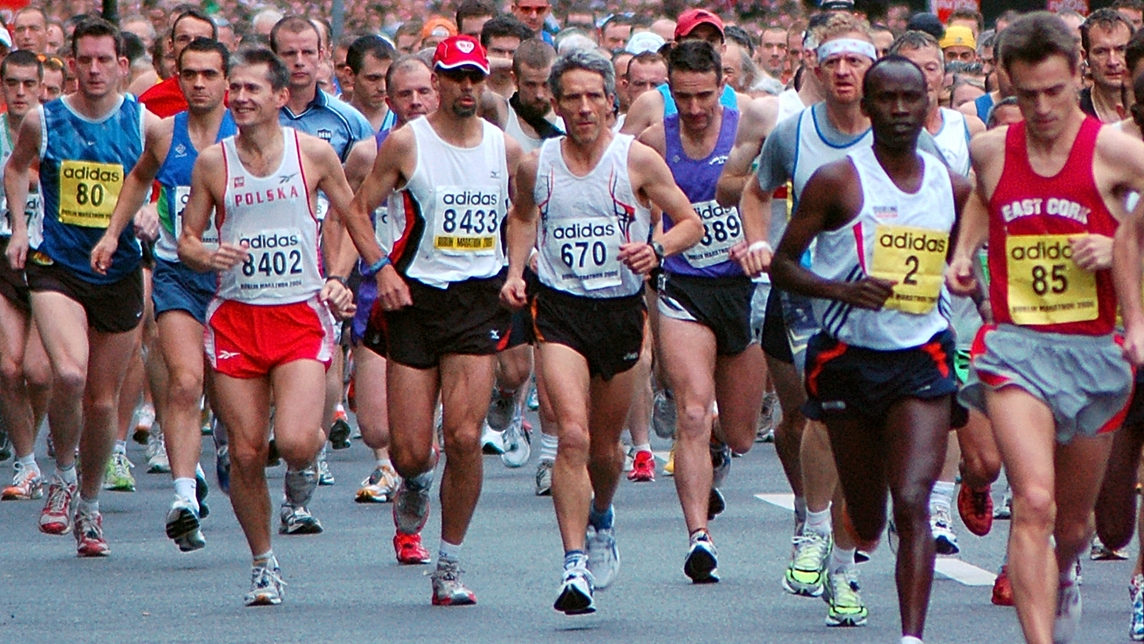
Dublin Marathon 2006

De Marathon van Dublin is een hardloopwedstrijd over 42,195 km, die sinds 1980 jaarlijks in de Ierse hoofdstad Dublin wordt gehouden. Het is de oudste en grootste hardloopwedstrijd in Ierland.

## Geschiedenis
Met zijn eerste editie in 1980 is de marathon van Dublin een van de oudste stadsmarathons van West-Europa. Al na twee jaar waren er meer dan 8750 deelnemers, meer dan zes keer zoveel als de eerste editie. Dit hoge aantal werd pas weer bereikt in 1988, toen de stad het millennium lustrum vierde. In 2009 werd er een nieuwe mijlpaal bereikt met meer dan 10.000 deelnemers. De helft van de deelnemers komt inmiddels uit het buitenland (de meesten van hen uit Groot-Brittannië en de Verenigde Staten). In 2016 kende de wedstrijd een recordaantal van 16.812 deelnemers, waarmee de marathon van Dublin op de vierde plaats staat van de grootste marathons in Europa. Er dient wel de kanttekening te worden geplaatst dat ongeveer 800 deelnemers er langer dan zes uur over hadden gedaan, wat niet meer onder hardlopen valt.
De marathon wordt sinds 2016 gehouden op de laatste zondag van oktober. Vóór 2016 vond de race plaats op de laatste maandag van oktober, een officiële feestdag in Ierland.

## Bekende atleten
De meest prominente (en ook de laatste) lokale lopers die in staat waren om te winnen, zijn John Treacy (1993) en Sonia O'Sullivan (2000). Bekende internationale atleten die deel hebben genomen zijn Feyisa Lilesa (goud in 2009) en Tiki Gelana (brons in 2009).
Succesvolle atleten uit de Benelux die deelnamen zijn de Belg Fred Vandervennet (zilver in 1982) en de Nederlandse Kristijna Loonen (zilver in 2005).

## Parcours
Het parcours is vrij vlak. De start is op het Fitzwilliam Square in het stadscentrum en de finish is op het Merrion Square. De exacte route is niet ieder jaar hetzelfde, maar in de laatste jaren wordt er tegen de klok in gelopen rond de stad en wordt er gelopen door het Phoenix Park.

## Statistiek

### Parcoursrecords
- Mannen: 2:08.33, Geoffrey Ndungu  Kenia, 2011
- Vrouwen: 2:26.13, Tatjana Arjassowa  Rusland, 2010

De marathon van Dublin behoort niet tot de snelste marathons van Europa.

### Winnaars
| Editie | Jaar | Snelste man           | Snelste man | Snelste man | Snelste vrouw       | Snelste vrouw | Snelste vrouw |
| ------ | ---- | --------------------- | ----------- | ----------- | ------------------- | ------------- | ------------- |
| 38     | 2017 | Bernard Rotich        | KEN         | 2:15.53     | Nataliya Lehonkova  | UKR           | 2:28.58       |
| 37     | 2016 | Dereje Debele Tulu    | ETH         | 2:12.18     | Helalia Johannes    | NAM           | 2:32.32       |
| 36     | 2015 | Alemu Gemechu         | ETH         | 2:14.02     | Nataliya Lehonkova  | UKR           | 2:31.09       |
| 35     | 2014 | Eliud Too             | KEN         | 2:14.47     | Esther Macharia     | KEN           | 2:34.15       |
| 34     | 2013 | Sean Hehir            | IRL         | 2:18.19     | Maria McCambridge   | IRL           | 2:38.51       |
| 33     | 2012 | Geoffrey Ndungu       | KEN         | 2:11.09     | Magdalene Mukunza   | KEN           | 2:30.46       |
| 32     | 2011 | Geoffrey Ndungu       | KEN         | 2:08.33     | Helalia Johannes    | NAM           | 2:30.33       |
| 31     | 2010 | Moses Kangogo         | KEN         | 2:08.58     | Tatyana Aryasova    | RUS           | 2:26.13       |
| 30     | 2009 | Feyisa Lilesa         | ETH         | 2:09.12     | Kateryna Stetsenko  | UKR           | 2:32.45       |
| 29     | 2008 | Andriy Naumov         | UKR         | 2:11.06     | Larisa Zyuzko       | RUS           | 2:29.55       |
| 28     | 2007 | Aleksej Sokolov       | RUS         | 2:09.07     | Alina Ivanova       | RUS           | 2:29.20       |
| 27     | 2006 | Aleksej Sokolov       | RUS         | 2:11.39     | Alina Ivanova       | RUS           | 2:29.49       |
| 26     | 2005 | Dmytro Osadchyy       | UKR         | 2:13.14     | Zinaida Semenova    | RUS           | 2:32.53       |
| 25     | 2004 | Lezan Kimutai         | KEN         | 2:13.07     | Yelena Burykina     | RUS           | 2:32.53       |
| 24     | 2003 | Onesmus Kilonzo       | KEN         | 2:17.03     | Ruth Kutol          | KEN           | 2:27.22       |
| 23     | 2002 | Frederick Cherono     | KEN         | 2:14.25     | Lidiya Vasilevskaya | RUS           | 2:32.58       |
| 22     | 2001 | Zacharia Mpolokeng    | RSA         | 2:14.03     | Debbie Robinson     | GBR           | 2:35.40       |
| 21     | 2000 | Simon Pride           | GBR         | 2:18.49     | Sonia O'Sullivan    | IRL           | 2:35.42       |
| 20     | 1999 | John Mutai            | KEN         | 2:15.18     | Esther Kiplagat     | KEN           | 2:34.24       |
| 19     | 1998 | Joshua Kipkemboi      | KEN         | 2:20.00     | Teresa Duffy        | IRL           | 2:39.56       |
| 18     | 1997 | Joshua Kipkemboi      | KEN         | 2:15.56     | Carol Galea         | MLT           | 2:39.33       |
| 17     | 1996 | Joseph Kahugu         | KEN         | 2:17.42     | Cathy Shum          | IRL           | 2:38.56       |
| 16     | 1995 | William Musyoki       | KEN         | 2:16.57     | Trudi Thomson       | GBR           | 2:38.23       |
| 15     | 1994 | Steve Brace           | GBR         | 2:17.13     | Linda Rushmere      | GBR           | 2:40.17       |
| 14     | 1993 | John Treacy           | IRL         | 2:14.40     | Cathy Shum          | IRL           | 2:38.14       |
| 13     | 1992 | Jerry Kiernan         | IRL         | 2:17.19     | Karen Cornwall      | GBR           | 2:41.58       |
| 12     | 1991 | Tommy Hughes          | GBR         | 2:14.46     | Christine Kennedy   | IRL           | 2:35.56       |
| 11     | 1990 | John Bolger           | IRL         | 2:17.17     | Christine Kennedy   | IRL           | 2:41.27       |
| 10     | 1989 | John Griffin          | IRL         | 2:16.44     | Pauline Nolan       | IRL           | 2:44.32       |
| 9      | 1988 | John Griffin          | IRL         | 2:16.02     | Moira O'Neill       | GBR           | 2:37.06       |
| 8      | 1987 | Pavel Klimeš          | TCH         | 2:14.21     | Carolyn Naisby      | GBR           | 2:42.08       |
| 7      | 1986 | Dick Hooper           | IRL         | 2:18.10     | Maureen Hurst       | GBR           | 2:46.29       |
| 6      | 1985 | Dick Hooper           | IRL         | 2:13.48     | Julia Gates         | GBR           | 2:41.26       |
| 5      | 1984 | Svend Erik Kristensen | DEN         | 2:18.25     | Ailish Smyth        | IRL           | 2:47.30       |
| 4      | 1983 | Ronny Agten           | BEL         | 2:14.19     | Mary Purcell        | IRL           | 2:46.09       |
| 3      | 1982 | Jerry Kiernan         | IRL         | 2:13.45     | Debbie Mueller      | USA           | 2:40.57       |
| 2      | 1981 | Neil Cusack           | IRL         | 2:13.58     | Emily Dowling       | IRL           | 2:48.22       |
| 1      | 1980 | Dick Hooper           | IRL         | 2:16.14     | Carey May           | IRL           | 2:42.11       |